# Les Sœurs Goadec
Les sœurs Goadec is een trio Bretoense a capella zangeressen. Maryvonne (1900-1983), Anasthasie (1913?-1998) en Eugénie Goadec (1909-18 januari 2003) zijn vooral bekend geworden doordat ze in de jaren 60 en jaren 70, onder meer door Alan Stivell in het kader van de revival van de traditionele Bretoense muziek, werden ontdekt.
Oorspronkelijk zongen ze voornamelijk traditionele melodietjes en gwerz (epische ballades). Hun pogingen om gezongen dansmuziek te brengen waren zeer succesvol, met name hun persoonlijke driestemmige versie van de Kan ha diskan een traditionele Bretoense vraag-antwoord zangstijl.
Het trio is gestopt in 1983, naar aanleiding van het overlijden van Maryvonne. Eugénie heeft echter nog gezongen en in 1994 opnames gemaakt met haar dochter Louise Ebrel.

## Biografie
De drie zussen komen uit een groot gezin uit Treffrin. Ze groeiden op in een landelijke gemeenschap waar natuurlijke, traditionele samenzang deel uitmaakt van het dagelijkse leven. De hele familie zong thuis, op het werk en in de kerk.
Na hun huwelijk nemen ze de naam van hun respectieve echtgenoten aan: Maryvonne L'Hopital, Eugénie Ebrel en Anastasie Le Bras.
In de jaren 50 en jaren 60 was er een nieuwe opleving van de Fest-Noz, weliswaar in een modernere versie. De zussen maakten hier deel van uit en nemen ook deel aan Kan ha diskan wedstrijden en begeleiden de cercle celtique van het naburige Carhaix-Plouguer.
Hun opmerkelijke zangkwaliteit en repertoire werd opgemerkt door artiesten en mensen die in die periode overal ten lande de traditie probeerden te registreren voordat die verloren zou gaan of door kruisbestuiving als gevolg van de grotere mobiliteit zou veranderen. Onder hen bevonden zich o.a.: Claudine Mazéas, Donatien Laurent, Albert Trevidig, Alan Stivell, Yann-Fañch Kemener, Daniel Lhermine.
Ze traden op in geheel Bretagne op voorwaarde dat de organisatoren hen thuis kwamen ophalen en terug brachten. Door hun ontmoeting met Alan Stivell kwamen ze in 1973 zelfs in de Bobino, een legendarische theater in het Parijse Montparnasse.
Hun populariteit maakte helemaal geen indruk op de zussen. Hun aandacht ging vooral naar de dagelijkse taken in en rond hun huis zoals het verzorgen van de dieren.

## Discografie
- 1972 Ar C'hoarezed Goadec (mouëz-breiz n°30370 G.U)
- 1972 Deelname aan  « Festival pop' celtic » van Kertalg 1972,1973 en 1974 "KERTALG" (Chant du Monde LDX 74 513)
- 1973 À BOBINO "KERTALG" (Chant du Monde LDX 74 535, heruitgebracht op CD "KERTALG" Enregistrement public)
- 1975 Moueziou bruded a Vreiz, Les Voix légendaires (Later heruitgebracht op CD)
- 1989? 2 nummers op Les sources du Barzaz Breiz aujourd'hui
- 1994 Louise Ebrel, Eugénie Goadec Gwirziou